# Bloomsbury (Londra)

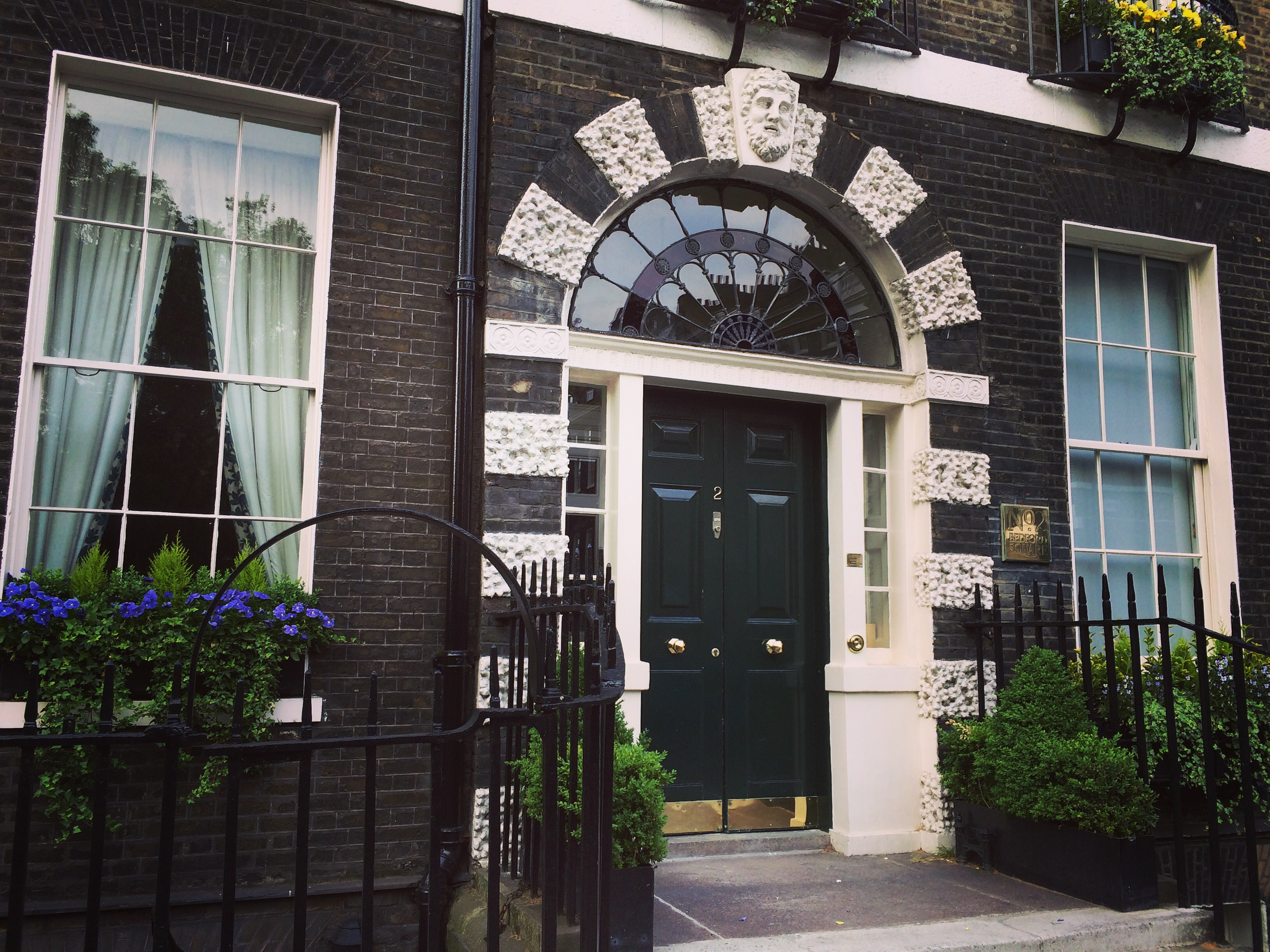
Casa di Bedford Square, Bloomsbury

Bloomsbury è uno dei più importanti quartieri inglesi, situato nel centro di Londra, amministrativamente compreso nel borgo londinese di Camden. Secondo un’ipotesi ha preso il nome dal proprietario terriero normanno William de Blemund che acquistò la zona nel 1201. Per altri, il nome del luogo deriva dal villaggio anglosassone di 'Lomesbury', che in precedenza occupava l'area. Fino alla metà del XVII secolo, la zona rimase in gran parte agricola. Dopo il 1660, il conte di Southampton costruì quella che sarebbe poi diventata Bloomsbury Square.

## Il quartiere
Storicamente, il nome di Bloomsbury è associato alle arti, agli studi universitari ed alla medicina. Vi hanno sede molte facoltà e strutture dell'University of London, come la Senate House (ossia il centro amministrativo dell'Università), la biblioteca centrale, il Birkbeck College, l'University College London, la School of Oriental and African Studies, la Slade School of Fine Art e il Warburg Institute. Anche la Royal Academy of Dramatic Art ha sede nel quartiere. Il British Museum, aperto al pubblico il 15 gennaio 1759 in Montague House, è il cuore di Bloomsbury.
Uno degli ospedali più famosi di Londra, il Great Ormond Street Hospital (il primo ospedale pediatrico aperto nel mondo anglosassone), si trova vicino a Queen Square, dove hanno sede il National Hospital for Neurology and Neurosurgery e il Royal London Homeopathic Hospital. A Bloomsbury si trova pure l'University College Hospital, riaperto nel 2005 in nuovi edifici su Euston Road. L'Eastman Dental Hospital si trova in Gray's Inn Road, vicino al Royal National Throat, Nose and Ear Hospital.
Il nome del quartiere è associato al Bloomsbury Group, un gruppo di artisti e intellettuali (come la scrittrice Virginia Woolf, l'economista John Maynard Keynes, lo storico Lytton Strachey) che si riuniva nelle case private della zona nei primi anni del XX secolo. Meno nota è la Bloomsbury Gang, un gruppo di politici Whig formato nel 1765 da John Russell, quarto duca di Bedford.
Sempre a Bloomsbury, Tavistock Square, piazza in cui ha sede la British Medical Association, fu il luogo di uno degli attacchi terroristici del 7 luglio 2005.